# Gustaf Erikson

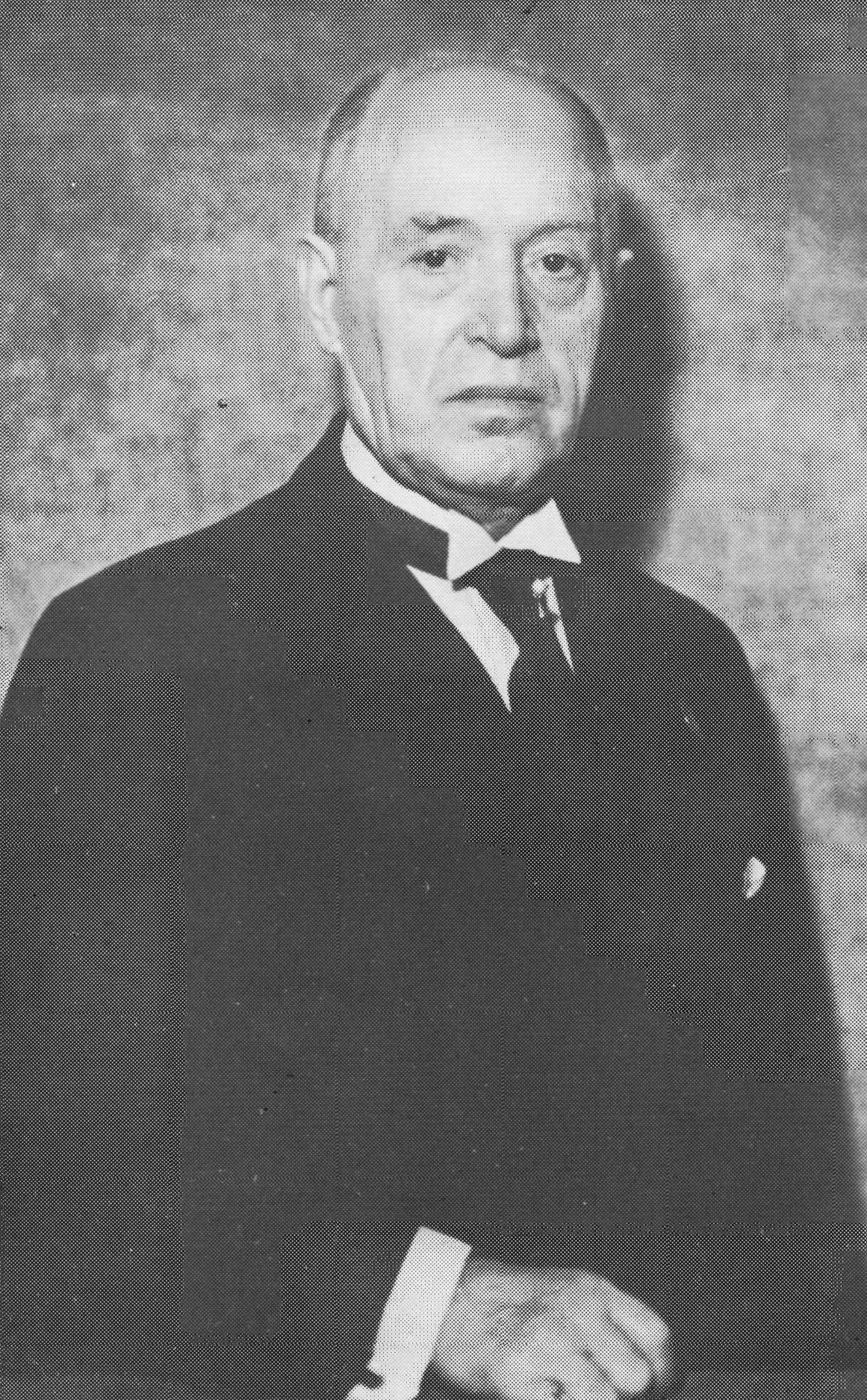
Gustaf Erikson

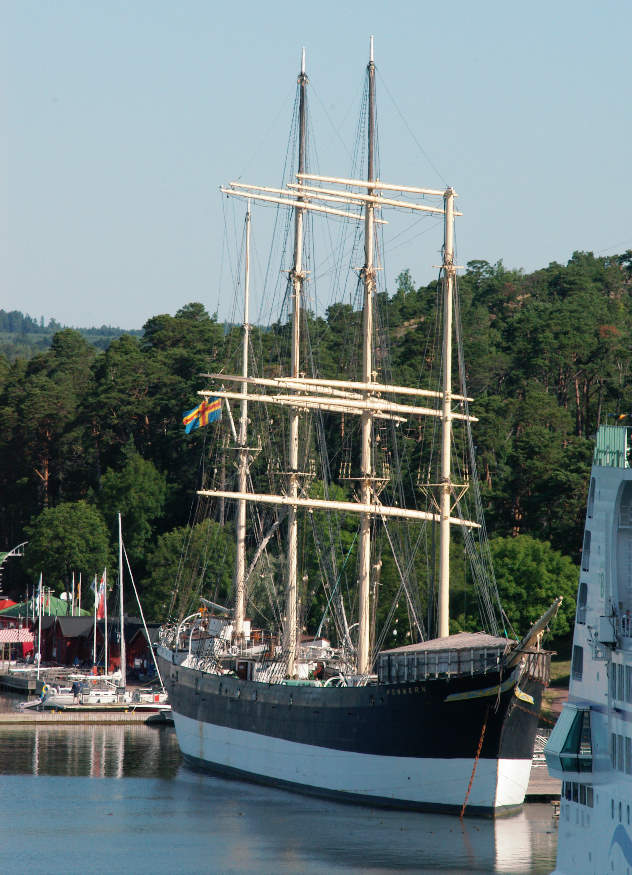
Viermastbark Pommern in Mariehamn 2005

Gustaf Erikson (* 24. Oktober 1872 in Hellestorp, Lemland, auf der finnischen Insel Fasta Åland; † 15. August 1947 in Mariehamn; eigentlich Gustaf Adolf Mauritz Eriksson) war ein finnischer Reeder und letzter Großreeder, dessen Flotte nur aus Segelschiffen bestand. Eriksons Schiffe gewannen mehr als zehnmal die Weizenregatta.

## Leben
Gustaf Adolf Mauritz Eriksson wurde als Sohn des Kapitäns und Schiffsteilhabers Gustav Adolf Eriksson und dessen Frau Amalia auf dem Hansa-Hof in Hellestorp, Gemeinde Lemland, geboren. Schon im Alter von 10 Jahren heuerte er als Kabinenjunge und Küchenhilfe auf der Barkentine Adele, 1885 und 1886 als Koch auf der Bark Neptun an. 1887 wurde er Seemann auf der Adele, 1888 Vollmatrose und 1889 Steward auf der Bark Ansagar. 1890 ging er an Bord der Barkentine Fennia als Bootsmann und ein Jahr darauf als 2. Maat auf die Bark Southern Belle. Sein Patent zum 2. Maat erhielt er auf der Seemannsschule in Mariehamn im Frühjahr 1892. 1893 und 1894 führte er die Barkentine Adele ohne Kapitänspatent und machte nach Weiterbildung auf der Navigationsschule in Oulu das Patent für den 1. Offizier. Erikson fuhr weiter zur See als 1. Offizier auf der Bark Matilda, als 3. Offizier auf den Barken Mariehamn und Finland. Dort fiel er während eines Manövers aus der Takelage und brach sich einen Oberschenkel, was zu einer lebenslangen Gehbehinderung führte. 1900 erhielt Gustaf Erikson sein Kapitänspatent für große Fahrt und führte danach die Bark Southern Belle bis 1905. Im Jahre 1906 änderte er seinen Nachnamen in Erikson und heiratete Hilda Bergman aus Finström, Fasta Åland, 10 km nördlich von Mariehamn, die ihm vier Kinder gebar, Edgar, Greta, Gustaf-Adolf und Eva. Von 1906 bis 1908 führte Erikson das Vollschiff Albania und ab 1909 bis 1913 die Bark Lochee, sein letztes Kommando. Danach ging er für immer an Land und beschloss, Schiffseigner zu werden. Er erwarb Anteile an der in den Niederlanden gebauten hölzernen Bark Tjerimai, die sich als eines seiner profitabelsten Schiffe herausstellen sollte, bis sie 1925 in der Nordsee sank. Ebenfalls 1913 erwarb er Anteile an der in Bremerhaven gebauten Viermastbark Renée Rickmers. Erikson ließ das Schiff in Åland umtaufen. Nachdem die Åland im Jahr 1914 vor Wellington, Neuseeland, auf Grund lief und aufgegeben werden musste, ließ Erikson keines seiner Schiffe mehr umtaufen, es sei denn auf ihren ersten Namen.
Während des Ersten Weltkrieges sanken zwei von Eriksons Schiffen nach Torpedierung durch deutsche U-Boote, aber er kaufte auch neue Einheiten an, so die Lawhill von Reeder August Troberg, ebenfalls aus Mariehamn, die aber, von Frankreich in Brest konfisziert, erst 1919 nach Dauerprotest Eriksons an ihn zurückgegeben wurde, mit einer Geldzahlung für den Ausfall. Die Bark mit dem seltenen Rigg sollte die finanzielle Grundlage für Gustaf Eriksons spätere Segel-Großreederei werden, denn sie fuhr für ihn ein Vermögen ein. Nach Kriegsende schien die große Zeit der Segelschiffe vorbei zu sein, die meisten Reeder setzten mittlerweile auf Dampfschiffe. Erikson jedoch hielt weiter an Großseglern fest. In den Zwanziger und Dreißiger erwarb er etliche dazu, darunter aus der Flotte der weltberühmten Flying P-Liner der Hamburger Reederei F. Laeisz die Viermastbark Pommern (1923 als Reparationsleistung Deutschlands an Griechenland), im selben Jahr die Bark Penang ex Albert Rickmers II (von der Reederei John Nurminen, Rauma), 1929 die Viermastbark Ponape (vormalig Bellhouse, Ponape und Regina Elena von der Ålander Reederei Hugo Lundquist) sowie in den dreißiger Jahren die Pamir (1931) und die Passat (1932) direkt von F. Laeisz. Auch die Herzogin Cecilie, der schnellste Großsegler seiner Zeit, kam 1921 über Frankreich, welches das Schiff kurz zuvor als deutsche Reparationsleistung erhalten hatte, zu Erikson und wurde sein Flaggschiff. Weitere große Einheiten erwarb er mit den Viermastbarken Archibald Russell (1923) und Hougomont (1925). Die L’Avenir kaufte Erikson 1932, stieß sie aber 1937 wieder ab. Das Schiff verschwand als Admiral Karpfanger nach dem 12. März 1938 (letzte bekannte Position südlich Neuseeland auf 51° S und 172° O) in der Kap-Hoorn-Region mit 27 Seeleuten und 33 Kadetten. Als Großsegler kaufte Gustaf Erikson 1935 aus den USA nach langer Liegezeit die Viermastbark Moshulu (ex Dreadnought ex Kurt), die heute im Hafen von Philadelphia als Restaurantschiff liegt, und den Auxiliar-Dreimastschoner Sirius ex Bjerkvik ex Marten (1901), seinen letzten Seglerkauf im Jahre 1942.
In den dreißiger Jahren verlor Erikson die Herzogin Cecilie (1936) und die Hougomont (1932) durch Strandung bzw. Entmastung, die Ponape wurde nach Lettland veräußert. Im Zweiten Weltkrieg gingen weitere Großsegler verloren: Die Viermastbark Olivebank lief auf eine Mine und sank, die Moshulu erbeuteten die Deutschen während der Besetzung Norwegens. Die Pamir wurde durch die neuseeländische Regierung, die Archibald Russell durch die britische und die Lawhill von der südafrikanischen Regierung beschlagnahmt. Die Penang (1.997 BRT) wurde am 8. Dezember 1940, aus Port Victoria kommend,  von U 140 und die Bark Killoran (1.815 BRT) bereits am 10. August 1940 vom Hilfskreuzer Widder versenkt.
Nach dem Krieg blieben Erikson nur drei Großsegler, die Pommern, die Viking und die Passat. Die Pommern war zu schwer beschädigt und musste repariert werden, wozu Erikson die finanziellen Mittel fehlten, so dass nur die Viking (heute Museumsschiff in Göteborg) und die Passat (heute am Priwall in Travemünde) weiter unter Eriksons Flagge zur See fuhren. 1953 wurde die Pommern dann von seinen Kindern Edgar und Eva als Geschenk an die Stadt Mariehamn übergeben, wo die unveränderte Viermastbark (mit Original-Inneneinrichtung) heute noch als Museumsschiff zu besichtigen ist.
Während Erikson sich bemühte, die Pamir, die Lawhill und die Archibald Russell zurückzubekommen, starb er im Jahr 1947. Seinem Sohn Edgar Erikson und dessen Frau Solveig wurden 1948 mit Ausnahme der Lawhill alle Schiffe zurückgegeben. Gustaf Erikson war Teilhaber an mehreren Dampfern. Sein Sohn Edgar stieß die Großsegler bald ab und kaufte weitere Dampfschiffe und Motorschiffe an. Später kamen RoRo-Schiffe, StoRo-Schiffe und Kühlschiffe hinzu. Edgar Erikson starb 1986. Nach Umbau der Unternehmensstruktur besitzt die heutige „Rederiaktiebolag(et) Gustaf Erikson (Finland)“ – 4B Norra Esplanadgatan, FIN-22101 Mariehamn, „(Die) Reedereiaktiengesellschaft Gustaf Erikson (Finnland)“ – ca. 20 moderne Kühlschiffe und sechs StoRo-Schiffe für Trockenfracht. Das Unternehmen leitet die Enkelin Gustaf Eriksons und Tochter Edgar und Solveig Eriksons, Frau Gun Erikson-Hjerling.

## Weiterführende Literatur
- Kenneth Edwards, Roderick Anderson und Rikhard Cookson: The four-masted barque Lawhill. Conway Maritime Press, London 1996; ISBN 0-85177-676-0
- Jens Jensen: Das Schicksal der Pamir. Europa-Verlag, Hamburg 2002; ISBN 3-203-75104-6
- Basil Greenhill & John Hackman: The Grain Races – the Baltic background. Chrysalis Books, London 1986; ISBN 0-85177-415-6
- Neil W. Cormack: Herzogin Cecilie: the flagship of the Gustaf Erikson fleet of Mariehamn, 1921-1936. Largs North, 1996; ISBN 0-646-29834-8